# Aedes okinawanus
Aedes okinawanus är en tvåvingeart som beskrevs av Richard Mitchell Bohart 1946. Aedes okinawanus ingår i släktet Aedes och familjen stickmyggor. Inga underarter finns listade i Catalogue of Life.